# Saetia
Saetia byla hudební skupina z USA, která je považována za tvůrce žanru screamo.

## Diskografie
- Demo Cassette (EP) (1997)
- Saetia - 7" (1997)
- Saetia - LP/CD (1998)
- ABC No Rio Benefit
- Eronel - 7" (1999)
- A Retrospective (2003)

## Členové kapely

### Bývalí členové
- David gowel - zpěv
- Jamie Behar - kytara
- Greg Drudy - bicí
- Adam Marino - kytara
- Alex Madara - basová kytara
- Colin Bartoldus - basová kytara
- Steve Roche - basová kytara
- Matt Smith - basová kytara